# Ókori egyiptomi nevek
Más ókori keleti népekhez hasonlóan a neveknek az ókori egyiptomiaknál is nagy fontosságot tulajdonítottak, amely túlmutatott gyakorlati jelentőségükön. Egy mítosz szerint Ré napisten a szavaival teremtett meg mindent, és mivel ő adott nevet mindennek, hatalma volt az egész világ fölött. Egy másik történet, a Ré titkos neve arról számol be, milyen fondorlattal csalta ki Ízisz Réből a napistennek azt a titkos nevét, melyet senki más nem ismert, hogy így hatalmat szerezzen fölötte. Az emberek nagy gondot fordítottak arra, hogy nevük fennmaradjon, mert csak így nyerhették el az öröklétet; akinek a neve feledésbe merült, az mintha másodszor is meghalt volna. A fáraóknak több nevük is volt (ötelemű titulatúra), ezek politikai programjukat is kifejezhették.

## Istenek, fáraók, emberek

### Istenek
Az isteneknek több nevük volt, ez vagy különböző aspektusaikat fejezte ki, vagy abból fakadt, hogy a különböző istenek egybeolvadtak – Rét például, miután kezdték egynek tekinteni az eredetileg földistenként tisztelt Atummal, a nap déli megjelenésének tartották, Heper volt a hajnali nap, és Atum a lenyugvó. A XVIII. dinasztia saját városának, Thébának a főistenét, Ámont azonosította Rével, így Ámon-Réként ismerték.
A nevek – mind az isteneké, mind az embereké – fontos szerepet játszottak a túlvilági életben is. Az elhunytnak, mikor áthaladt az Ozirisz birodalmába vezető kapukon, pontosan nevén kellett szólítania az istenségeket, a kapuk őreit, az alvilág démonait. Ahhoz, hogy elnyerje a túlvilági életet, az is létfontoságú volt, hogy neve – éppúgy, ahogy bebalzsamozott teste – fennmaradjon ezen a világon. A neveket ezért nemcsak felírták a sírokba, hanem akik tehették, alapítványt is tettek, melynek jövedelméből egy pap bemutatta az áldozatokat és felolvasta a holtak neveit a sztélékről. A nevek elpusztításával, kivakarásával egyben végleg el lehetett pusztítani valakit – ezért igyekezett az Aton kultuszát bevezető Ehnaton fáraó kivakartatni Ámon nevét mindenhonnan, még saját apja, III. Amenhotep nevéből is, és ezért jutott ő maga is ugyanerre a sorsra Horemheb fáraó uralkodása alatt, miután reformjai kudarcot vallottak. A III. Ramszesz elleni összeesküvést leíró Torinói jogi papiruszon a bűnösök nevét megváltoztatták, a Bim-em-uaszet nevű elkövető neve például eredetileg Haemuaszet („Felragyog Thébában”) lehetett, ami nagy népszerűségnek örvendett a ramesszida korban.

### A fáraó és családja
A fáraónak már az óbirodalmi IV. dinasztia idejére kialakult öt névből és a hozzá tartozó nevekből álló titulatúrája, mely kifejezte a király isteni származását, egyben utalt Alsó- és Felső-Egyiptom egységére. Az öt cím a Hórusz, Két Úrnő (Alsó- és Felső-Egyiptom védőistennői), Arany Hórusz, Alsó- és Felső-Egyiptom királya és a Ré fia (vagy Ré lánya) voltak. Ezek közül a legutóbbi vezette be azt a nevet, melyet születésekor kapott és melyen ma ismerjük őket, a többi nevet trónra léptekor vette fel.
Előfordult, hogy egy uralkodó vagy családjának valamelyik tagja nevet változtatott; IV. Amenhotep fáraó (az Amenhotep jelentése: „Ámon elégedett”) például vallási reformja bevezetésekor azért változtatta Ehnatonra („Aki hasznos Atonnak”) a nevét, hogy ezzel is kifejezze, Aton mellett kötelezte el magát. Felesége, Nofertiti ugyanebben az időben hozzáadta nevéhez a Nofernoferuaton („Aton szépeinek szépe”) nevet. Ehnaton utódja, Tutanhaton az Ámon-kultusz visszaállításakor kellett, hogy Tutanhamonra változtassa a nevét. II. Ramszesz legidősebb fia, Amonherkhopsef neve előfordul Széthherkhopsef alakban is, ahogy egyik öccse is előfordul Amonemwiaként és Széthemwiaként is; lehetséges, hogy míg Thébában, Ámon kultuszának központjában az Amonherkhopsef, míg a Nílus-deltában, ahol erős volt Széth kultusza, a Széthherkhopsef nevet használta.
Születésekor kapott nevét (melyet a „Ré fia” cím vezetett be, és melyen ma nevezzük őket), valamint prenomenét (melyet az „Alsó- és Felső-Egyiptom királya” cím előz meg, és melyen kortársai ismerték) a negyedik dinasztiától kezdve kártusba foglalták, ez a végtelenséget jelképezte, egyben védelmet biztosított a fáraónak. Az első három dinasztia idején, mielőtt a kártust használták volna, a nevet négyszögletes ún. szereh vette körül, melyen a Hóruszt jelképező sólyom (ritka esetben Széth, vagy mindkettő) állt. Miután az uralkodói nevet elkezdték kártusba írni, szerehhel az öt név közül a Hórusz-nevet vették körül, az újbirodalom idején azonban már nem mindig alkalmazták.
A királyné nevének kártusba foglalására a XII. dinasztiabeli Meretszegertől kezdve van bizonyíték (egyben ő volt az első, aki a később szokásossá váló nagy királyi hitves címet használta). Azok közül a királynék közül, akik nem főfeleségei voltak a fáraónak, volt, aki használta a kártust, volt, aki nem. A királynénak neve hosszától függetlenül egy kártus járt; akinek többelemű neve volt (Ahmesz-Meritamon, Nofertiti-Nofernoferuaton, Nofertari-Merenmut), azét is egy kártusba írták.
A családtagok nevében előfordult a fáraóra való utalás. I. Pepi (prenomene: Meriré) két felesége neve is Anheszenpepi, más feliratokon Anheszenmeriré volt; a két hölgy, akik egyébként testvérek voltak, minden bizonnyal a fáraóval való házasságkötésükkor vették fel ezt a nevet, mert jelentése: „az ő élete Pepié/Meriréé”. Hufu egyik fiának neve például Hufuhaf, melynek jelentése: „Khufu emelte őt fel”, Teti fáraó egyik fia pedig a Tetianh-Kem nevet viseli, melyben a Tetianh jelentése: Teti él. (A Kem feketét jelent.) Az Újbirodalomban is előfordul erre példa, I. Jahmesz fáraó egy fiának neve például Jahmesz-anh, II. Ramszesz, teljes személynevén Ramszesz-Meriamon egyik fia pedig a Ramszesz-Meriamon-Nebweben nevet viselte, melyben az első két névelemet kártusba is foglalták, hangsúlyozva, hogy a fáraóról van szó, a név jelentése tehát „Ramszesz-Meriamon, a ragyogás ura.”

### Nemesek és közemberek
Külön kegyként a nemesek is belefoglalhatták nevükbe vagy gyermekeik nevébe a fáraó nevét. II. Pepi, I. Pepi és a második Anheszenpepi fia idején az egyik nomosz kormányzója a Pepianh („Pepi él”) nevet viselte, egy másik kormányzót pedig Pepi-en-heb-szednek hívtak, aminek jelentése: Pepi az ő szed-ünnepén. (A szed-ünnep a fáraó trónra léptének jubileuma volt, a kormányzó ebből az alkalomból kaphatott engedélyt arra, hogy felvegye ezt a nevet.)
A közemberek körében névként népszerűek voltak egyes istenek (Hathor, Ízisz), illetve az épp uralkodó fáraó (Jahmesz, Thotmesz, Amenhotep) neve.

## A nevek jelentése, nyelvtani háttere
A nevek nagy része férfi- és női nevekre osztható. Főnevekben, melléknevekben más keleti nyelvekhez hasonlóan a -t volt a nőnem jele, pl. Nedzsem/Nedzsmet: „kedves”; Meriré/Meritré: „Ré kedveltje”. Birtokos esetben az -f a hímnem, -s a nőnem jele (Meri-it-ef / Merit-it-esz: „akit apja szeret”). A nőnem jelét nem mindig írták ki, ami jele lehet annak a beszélt nyelvben is végbemenő változásnak, ami az egyiptomi nyelv utódján, a kopt nyelven megfigyelhető: a szóvégi t hang lekopásának. Azok a neveket, melyekben nem volt nyelvtanilag nőnem vagy hímnem, elvileg bármelyik nem használhatta. Arra is akad példa, hogy olyan nevet kapott valaki, ami nyelvtanilag ellenkező nemű (pl. Szobekemszaf királyné a II. átmeneti korban).
Sok név egyszerűen egy tulajdonságot jelző melléknév volt (hímnemben és nőnemben: nofer/nofret: szép, jó; meri/merit: szeretett). Az Újbirodalom idején jelennek meg a pa és ta határozott névelők a nevek elemeiként (Pa-nedzsem/Ta-nedzsmet: a kedves). A jelzőket gyakran kombinálták istenek neveivel (Ranofer: a jóságos/szép Ré; Meriamon: Ámon kedveltje; Iszetnofret: a jóságos/gyönyörű Ízisz). Más nevek is igen gyakran tartalmazták valamelyik isten nevét (Sziamon: Ámon fia, Szitamon: Ámon leánya, Thotmesz: Thot gyermeke, Ptahhotep: Ptah elégedett), és egyes esetekben azt is jelenthették, az adott isten ünnepnapján született a gyermek (például Horemheb: Hórusz az ünnepen; Amenemopet: Ámon az Opet-ünnepen, Mutemwia: Mut a szent bárkában – a szent bárka az volt, amin az istenszobrot vitték a felvonuláskor). Bár a legtöbb olyan név, ami isten nevét tartalmazza, nyelvtanilag se nem hímnemű, se nem nőnemű, megfigyelhető, hogy azokat, amelyekben a férfi istenek neve szerepel, többnyire férfiak, amelyekben istennőé, többnyire nők viselték, de persze számtalan kivétel akad. A Középbirodalom idejéből arra is akad példa, hogy férfi isten nevéhez nőnemben ragozott jelzőt tettek, ezzel képeztek belőle (nyelvtanilag helytelenül) női nevet (pl. Szobekhotep helyett Szobekhotepet volt a neve valakinek).
A nevek leírásakor az isten nevét tiszteletből gyakran előrevették, tehát például a „Ré szépsége” jelentésű Nofruré nevet „Ré-nofru”-ként írták le. Sok név eredeti kiejtését az idegen nyelvű diplomáciai levelezések alapján sikerült rekonstruálni, ahol a neveket fonetikusan írták le.
Voltak olyan nevek is, melyek nem vagy csak közvetetten utaltak istenekre. Előbbire példa a Merimosze („örömteli születésű”), Nebet („úrnő”), Nebetta („a föld úrnője”), Kanofer („szép/jó lélek”), Herweben („ragyogó égbolt”) nevek, utóbbira a Szenuszert („a hatalmas embere” – a „hatalmas” itt nőnemben áll és egy istennőre utal) és a Szinuhe („a szikomorfa fia” – Hathor istennő egyik neve volt „a szikomorfa úrnője”). Még a királyi család tagjainak neveként is előfordult olyan, ami nem utalt istenre, ilyen például az Óbirodalom idején a Pepi, Teti, Kawab („tiszta lélek”), Merititesz („apjának kedveltje”) nevek, de jóval később, az Újbirodalom és a későkor idején is (Haemuaszet: „Felragyog Thébában”, Paszebakhaemniut: „A város fölött ragyogó csillag”, Tahát: „A ragyogás”).
Népszerűek voltak az olyan rövid nevek is, mint az Ipi, Tia, Tije, ezeknek konkrét jelentésük nem volt. A sok változatban előforduló Ti/Tiji/Tije/Teje/Tia név lehetett férfi- és női név is; II. Ramszesz Tia nevű nővérének például a férjét is Tiának hívták. Általában a nevek után álló determinatívum, egy ülő férfi- vagy nőalak mutatja, hogy milyen nemű emberről van szó. A fáraók nevében ezt nem használták; a királynék nevében sem mindig, de ha kitették, akkor kis módosításokkal, hogy felismerhetően királynőt ábrázoljon. (Erre példák láthatóak jobboldalt a Nofertiti és a Nofertari névnél.)
Gyakori volt a családon belüli névöröklés, a gyermekek szülők, nagyszülők, sőt, idősebb testvérek nevét is kapták. Dzsau vezírnek – az előbb említett két Anheszenpepi fivérének – még öt fiútestvére ismert, akiket szintén Dzsaunak hívtak. II. Ramszesz fáraót nagyapjáról, I. Ramszeszről nevezték el, apját, I. Széthit pedig I. Ramszesz apjáról. Magának Ramszesznek, akinek két főfeleségét Nofertarinak és Iszetnofretnek hívták, születtek Nofertari, Ramszesz és Iszetnofret nevű gyermekei is (a két hercegnőt többnyirenévazonosság alapján tekintik az azonos nevű királynék lányának, más bizonyíték nincs rá). Iszetnofret királynénak ráadásul unokája és talán dédunokája is viselte ezt a nevet, ami egyes esetekben megnehezíti annak azonosítását, kiről is van szó (nem tudni például, Merenptah fáraó a testvérét vagy azonos nevű unokahúgát vette el).
Az azonos nevű testvérek megkülönböztetésére beceneveket is használtak, a középbirodalmi Szekwaset nevű fiútestvéreket például az Aa (nagy), Heri-ib (középső) és Nedzsesz (kicsi) melléknevekkel látták el. Az azonos nevű szülőtől az „a kisebbik” jelentésű pa-seri (hímnemű) illetve a ta-serit (nőnemű) szavak használatával különböztethették meg a gyermeket, erre példa Ehnaton és Nofernoferuaton-Nofertiti negyedik lánya, Nofernoferuaton Ta-serit.
A legkorábbi időkben ha az apját is megnevezték valakinek, a Teti fia Meri formát használták. A Középbirodalom idején kezdi ezt felváltani a fordított sorrend, a Meri, Teti fia. Ebben az időben előfordul, hogy két egymás mellett álló név valójában két név ugyan, de egy emberre utal, és pl. az Ibiu Intef név úgy értelmezendő, hogy Ibiu, Intef fia. A legtöbb esetben azonban egyértelműen elválasztják a szülő nevét a gyermekétől. Az emberek apjuk, illetve anyjuk megnevezésével is megkülönböztethették magukat az azonos nevűektől; az Amenhotep, Hapu fia néven ismert hivatalnoknak például az apját hívták Hapunak (fennmaradt, hogy anyja neve Itu), Jahmesz, Abana fia viszont az anyjáét használta, apja neve Bebi, Rainet fia.
Már az Óbirodalomtól van példa becenevekre. Ez lehetett a név rövidítése (például Mutemwia helyett Wia), vagy teljesen más név is. A becenevet (egyiptomiul ren-nefer, azaz „szép név”) gyakran feltüntették a hivatalos név (ren-aa, „nagy név”) mellett, innen tudjuk, hogy például a VI. dinasztiabeli Watethathor hercegnő Szes-szesetként, férje, Mereruka vezír Meriként volt ismert; az Újbirodalom idején Szimut tisztségviselő thébai sírjában neve mellett becenevét – Kiki – is feltüntették. A becenevek használata a Középbirodalom idejére a háttérbe szorul, az Újbirodalomra gyakorlatilag teljesen eltűnik. A XXVI. dinasztia ideje alatt ismét olyan gyakorivá válnak, mint a piramisok korában.